# SMS Lübeck (1904)
Корабль его величества «Любек» (нем. SMS Lübeck) — четвёртый корабль в серии из семи крейсеров типа «Бремен» флота Германской империи (Кайзерлихмарине), назван в честь города Любек. Построен на верфи AG Vulcan Stettin в городе Штеттин. Корпус был заложен в 1903 году, спущен на воду в марте 1904 года. В апреле 1905 году вошёл в состав флота. Был вооружён главной батареей из десяти 105 мм орудий и двумя 450-мм торпедными аппаратами. Мог развивать скорость в 22,5 узла (41,7 км/ч).
Первую декаду своей карьеры «Любек» служил в составе флота Открытого моря и после начала Первой мировой войны в августе 1914 года был переброшен на Балтийское море для обороны германского побережья от возможного нападения российских сил. В первые три года войны крейсер нёс тяжёлую службу, участвовал в захвате Либавы и дважды был атакован подлодками Антанты. В 1916 году крейсер подорвался на мине, но был отремонтирован и в 1917 году был переведён на вспомогательную службу. «Любек» пережил войну, был передан Британии в качестве военного трофея в 1920 году и был впоследствии разобран на металл.

## Конструкция
«Любек» был заложен по контракту «Ersatz Mercur», корпус был заложен на верфи AG Vulcan Stettin в городе Штеттин в 1903 году, спущен на воду 26 марта 1904 года, после чего начались работы по достройке корабля. 26 апреля 1905 корабль вошёл в состав Гохзеефлотте. Был 111,1 м длиной, 13,3 м шириной, имел осадку в 5,4 м, водоизмещение в 3661 т при полной боевой загрузке (капитан: Александр Мойрер). Двигательная установка состояла из двух паровых турбин системы Парсонса развивавших мощность в 11,5 тыс. лошадиных сил (8.600 кВт), корабль развивал скорость в 22,5 узла (41,7 км/ч). «Любек» стал первым кораблём германского имперского флота, оснащённым турбинной силовой установкой. Пар для машины образовывался в десяти водотрубных паровых котлах военно-морского типа, топливом для которых служил уголь. Крейсер мог нести 860 тонн угля, что обеспечивало дальность плавания в 3.800 морских миль (7.000 км) на скорости в 12 узлов (22 км/ч), что было меньше, чем у кораблей его типа из-за меньшей эффективности турбин. Экипаж крейсера состоял из 14 офицеров и 274—287 матросов.
Вооружение крейсера составляли десять 105 мм скорострельных орудий системы SK L/40 на одиночных опорах. Два орудия были размещены рядом на носу, шесть вдоль бортов по три на каждом борту и два бок о бок на корме. Орудия имели прицельную дальность в 12 200 м. Общий боезапас составлял 1.500 выстрелов, по 150 выстрелов на орудие. Помимо артиллерийского вооружения крейсер нёс два 50-см подводных торпедных аппарата с боезапасом по четыре торпеды на аппарат. «Любек» мог нести 50 мин. Корабль был защищён бронированной палубой толщиной до 80 мм. Толщина стен рубки составляла 100 мм, орудия были защищены тонкими щитами 50 мм толщины.

## Служба
После ввода в строй «Любек» был приписан к Гохзеефлотте и служил в его составе до 1914 года до начала Первой мировой войны. Затем он использовался как корабль береговой обороны на Балтике. Когда Центральные державы решили предпринять Горлицкое наступление в начале мая 1915 года командование получило приказ 27 апреля предпринять отвлекающую атаку на крайнем левом фланге германской армии. «Любек» получил приказ поддержать наступление с моря и в первый день наступления он и крейсер «Тетис» обстреляли порт Либаву. Десять дней спустя, когда армия подошла к Либаве и изготовилась к захвату города потребовалась поддержка флота, «Любек» и несколько других крейсеров и торпедных катеров прикрыли штурм города и осуществляли патрулирование, чтобы пресечь вмешательство российских ВМС.
Контр-адмирал Хопман, командующий разведывательными силами на Балтике предпринял масштабную атаку Либавы во взаимосвязи с наступлением армии на город. Наступление началось 7 мая. «Любек» присоединился к бронированным крейсерам «Принц Генрих», «Роон» и «принц Адальберт», старому броненосцу береговой обороны «Беофульф», лёгким крейсерам «Аугсбург» и «Тетис». Они эскортировали минные тральщики, торпедные катера и минные заградители. Для прикрытия операции 4-я разведгруппа Гохзеефлотте была отправлена в Северное море. Корабельный обстрел прошёл по плану, несмотря на подрыв на мине в заливе Либавы миноносца V107, корпус его был разрушен, корабль был уничтожен. Германским войскам сопутствовал успех, они взяли город. Через неделю «Любек» и «Аугсбург» должны были заложить минное поле в Финском заливе, но российские подлодки, действующие в этом районе, вынудили немцев прекратить эту операцию.
1 июля минный заградитель SMS Albatross эскортируемый крейсерами «Любек», «Роон», «Аугсбург» заложил минное поле к северу от островка Богскар. При возвращении в порт флотилия разделилась надвое: «Аугсбург», «Альбатрос» и три миноносца пошли к Рихсхофу, другие корабли направились в Либау. «Аугсбург» и «Альбатрос» были перехвачены сильной российской эскадрой под командованием контр-адмирала Бахирева из трёх бронированных и двух лёгких крейсеров. Коммодор Иоганн фон Карпф командир эскадры приказал «Альбатросу» с более низкой скоростью хода идти в нейтральные шведские воды и призвал на помощь «Роон» и «Любек». «Альбатрос» выбросился на берег шведского острова Готланд а «Аугсбург» скрылся. Русская эскадра вступил в недолгий бой с «Рооном», пока обе стороны не потеряли друг друга из виду. Узнав о возникшей ситуации, Хопман вывел в море крейсера «принц Генрих» и «принц Адальберт», чобы поддержать фон Карпфа. На своём пути крейсера повстречали британскую подлодку Е9, которая подбила «принц Адальберт». Хопман прекратил операцию и вернулся в порт с повреждённым крейсером.
9 августа «Любек» был атакован российской подлодкой «Гепард» за пределами Ирбенского пролива у входа в Рижский залив. «Гепард» выпустил серию из пяти торпед с расстояния в 1.200 м, но «Любеку» удалось их избежать. 6 ноября «Любек» был атакован британской подлодкой E8 и на этот крейсеру удалось избежать торпед не получив повреждений. 13 января 1916 года «Любек» подорвался на российской мине, но крейсер дошёл до порта и был отремонтирован. В это время «Любек» и систершип «Бремен» были переоснащены двумя орудиями SK L/45 калибра 15 см и шестью орудиями SK L/45 калибра 10,5 см. Был установлен новый нос и дымовые трубы новой модели.
В 1917 году крейсер был отозван с боевой службы и преобразован в учебный корабль и корабль-цель. «Любек» служил в этом качестве до конца войны в ноябре 1918 года. По условиям Версальского договора корабль был передан британцам в качестве военного приза. Корабль был формально передан 3 сентября 1920 года под именем Р, британцы в свою очередь продали его на металл и на следующий год крейсер был разделан в Германии.